# Dood Glijder (Goa'uld)
Dood Glijders zijn gevechtsschepen uit het fictieve Stargate universum. Ze zijn ontworpen door de Goa'uld en worden bestuurd door Jaffa.

## Inleiding
De Dood Glijder is een gevechtsschip van de Goa'uld dat meegedragen wordt door Ha'tak moederschepen en die bij een aanval op een planeet of een vijandig schip worden ingezet om de andere gevechtsschepen of de bewoners van planeten te vernietigen. Ze zijn in groten getale aanwezig op de moederschepen en worden bemand door 2 Jaffa.

## Wapens
De wapens die de Dood Glijders bezitten zijn eigenlijk grotere en aangepaste stafwapens zoals de Jaffa ze bij zich dragen.

## Bouw
De Dood Glijders hebben vleugels die naar beneden wijzen. Dit is met opzet door de Goa'uld gedaan zodat er meer Dood Glijders in de hangars zouden passen. Dit ontwerp heeft ook het voordeel dat de Jaffa op de vleugels kunnen kruipen en zo de cockpit kunnen bereiken.

## Andere versies
- Het SGC heeft enkele van deze Dood Glijders kunnen bemachtigen en ontmanteld om zo hun eigen versie van de gevechtsschepen te bouwen. Dit onderzoek leidde tot het bouwen van de X-301 en de X-302 gevechtsvliegtuigen. De X-301 was geen succes en werd al snel uit dienst genomen maar de X-302 wordt nog altijd gebruikt op Aardse ruimteschepen zoals de Oddysey, Apollo en Daedalus.
- De systeemheer Apophis liet voor zichzelf een aangepaste versie van de Dood Glijder bouwen. Dit model was speciaal omdat het vrachtruimte had en dus Apophis in tijden van nood veilig naar de Stargate of naar een versterkte basis kon brengen. Dit model werd in Children of the Gods neergeschoten en daarna werden er geen exemplaren van dit ontwerp meer gezien.